# Zingiber kangleipakense
Zingiber kangleipakense là một loài thực vật có hoa trong họ Gừng. Loài này được Rajkumar Kishor và Jana Leong-Škorničková miêu tả khoa học đầu tiên năm 2013. Tên gọi bản địa tại Manipur là namra.

## Mẫu định danh
Mẫu định danh: Kishor R. 9; thu thập ngày 20 tháng 7 năm 2000 ở cao độ 780 m, tọa độ khoảng 24°48′0″B 93°55′0″Đ / 24,8°B 93,91667°Đ, Sagolband, huyện Imphal West, Imphal, bang Manipur, đông bắc Ấn Độ. Mẫu holotype lưu giữ tại Cục Khảo sát Thực vật Ấn Độ tại Howrah, Tây Bengal (CAL); các isotype lưu giữ tại Vườn Thực vật Singapore (SING) và Viện Tài nguyên Sinh học và Phát triển Bền vững tại Imphal.

## Từ nguyên
Tính từ định danh lấy theo Kangleipak, tên gọi cũ của Manipur.

## Phân bố
Loài bản địa bang Manipur ở đông bắc Ấn Độ. Loài này có tại ít nhất 3 huyện của bang Manipur là Inphal West, Imphal East và Senapati. Nó mọc trong thung lũng Imphal, ở cao độ 750-1.400 m, thường tại tầng dưới tán của các lùm cây và bụi tre, ưa ẩm và bóng râm. Cũng được trồng trong vườn tược quanh nhà. Khí hậu điển hình của khu vực này là gió mùa cận nhiệt đới với lượng mưa hàng năm đạt 1.375 mm và nhiệt độ trong khoảng 12-27 °C.

## Phân loại
Z. kangleipakense có thể thuộc về tổ Cryptanthium, với đặc điểm cánh môi và cụm hoa mọc trực tiếp từ thân rễ giống như ở nhiều loài thuộc tổ này. Tuy nhiên, đôi khi cụm hoa mọc xuyên qua thân giả lại là đặc điểm của tổ Pleuranthesis.

## Mô tả
Địa thực vật thân thảo thân rễ, thân rễ phân nhánh, nhánh thuần thục đường kính tới 2m, vỏ màu nâu sáng, ruột màu trắng khi non, màu trắng tới màu kem khi già, với mùi như mùi nghệ dịu nhẹ. Chồi lá cao 1,5-1,7 m, thẳng đứng, mọng. Các bẹ lá màu xanh lục hoặc với ánh đỏ, nhẵn nhụi hoặc có lông tơ mịn, với mép dạng màng mỏng. Lưỡi bẹ 2-3,2 × 1,3-1,5 cm, hơi chẻ 2 thùy không đều tại đỉnh khi non, muộn hơn thì nguyên nhiều hay ít, nhẵn nhụi, như thủy tinh và dễ gãy. Lá 8-15 mỗi thân giả, không cuống hoặc có cuống ngắn; cuống lá dài 0–5 mm. Phiến lá 35-42 × 7–8 cm, thuôn dài-hình mác, mặt gần trục màu xanh lục sẫm, bóng, có lông tơ dọc theo gân giữa, mặt xa trục màu xanh lục pha vàng, có lông tơ, đáy hình nêm, đỉnh nhọn thon. Cụm hoa nói chung mọc từ thân rễ trên cuống cụm hoa ngắn tách biệt dài 0,5–1 cm, đôi khi xuyên qua các bẹ lá cao tới 25 cm trên mặt đất. Cành hoa bông thóc 5-8 x 3–4 cm, hình trứng hẹp, chứa 15-20 hoa. Lá bắc 2,8-6,5 × 1,8-3,5 cm, với 304 lá bắc ngoài thuôn dài, đỉnh thuôn tròn, màu xanh lục hoặc với ánh đỏ tía, các lá bắc trong thuôn dài-hình mác, màu xanh lục nhạt, đỉnh uốn ngược, nhọn đầu, có lông ngắn, mép như thủy tinh. Lá bắc con 3,8-4,3 × 0,8 cm, hình mác, có lông tơ ngắn trên mặt ngoài, mép mỏng, dạng màng, màu kem. Đài hoa ~2,5 × 0,5 cm, hình ống, màu trắng, dạng màng, 3 răng với đường chẻ dọc một bên dài 1 cm, có lông tơ. Ống tràng thanh mảnh, dài ~5 cm, màu vàng nhạt tới trắng về phía đáy; thùy tràng lưng 2,5-3 × 0,4-0,6 cm, màu kem trong mờ tại đáy, màu vàng sẫm ánh đỏ tại đỉnh, uốn ngược mạnh; các thùy tràng bên ~2,5 × 0,5 cm, màu như thùy tràng lưng, uốn ngược, gắn ở đáy với mặt bụng của cánh môi tại 1,2 cm từ đỉnh. Cánh môi ~3 x 1,5 cm, màu vàng sáng với mép gợn sóng và nhăn, các thùy bên không có hoặc tiêu giảm thành dấu vết hình tam giác dài 1 mm. Bao phấn không cuống, mô vỏ dài 1,8 cm; phần phụ liên kết và mào bao phấn màu vàng. Phấn hoa 277 × 158 μm, hình trứng. Vòi nhụy dài 7,5 cm, hình chỉ, đầu nhụy thò ra từ mào bao phấn, lỗ nhỏ có lông. Tuyến trên bầu 2, dài 4 mm, rời nhau, màu kem. Bầu nhụy ~4 × 3–4 mm, 3 ngăn, nhiều noãn đính trụ, mặt ngoài rậm lông tơ. Quả nang, 4 × 2,5 cm, hình trứng-hình elip, 3 góc, màu xanh lục với ánh đỏ mặt ngoài, mặt trong màu đỏ tươi; hạt dài tới 6 mm, màu đen, hình trứng ngược, được áo hạt màu trắng che phủ hoàn toàn. Ra hoa tháng 6-7, tạo quả tháng 8-9.
Tương tự như Z. roseum ở chỗ có thân rễ mập, mọng, màu trắng tới kem nhạt, lá với cuống rất ngắn với hình dạng và kích thước tương tự, cụm hoa mọc từ thân rễ với cuống cụm hoa ngắn chìm trong lòng đất  và cánh môi 1 thùy màu vàng; nhưng khác ở chỗ to lớn hơn (cao 1,7 m so với 0,9 m), mặt xa trục phiến lá có lông tơ ở hai bên gân giữa (so với hai mặt nhẵn nhụi), lá bắc màu xanh lục và rộng hơn (so với màu ánh đỏ), các thùy tràng hoa màu vàng nghệ (so với màu đỏ tươi), mào bao phấn màu vàng nghệ (so với màu da cam).
Z. kangleipakense cũng tương tự như Z. longiligulatum ở Trung Quốc; nhưng loài Trung Quốc này chỉ cao tới 1 m, với lưỡi bẹ và cuống lá dài hơn, lá to hơn, lá bắc hẹp hơn, thùy tràng lưng tỏa rộng và mào bao phấn màu da cam.

## Sử dụng
Thân rễ non cùng thân giả được mua bán ở các chợ tại Imphal và vùng xung quanh. Được sử dụng như một loại rau bằng cách nấu với cá lên men, khoai tây và một vài loại rau củ khác trong món ăn gọi là iromba.